# Orbán János Dénes
Orbán János Dénes (OJD) (Brassó, 1973. július 4. –) Kossuth- és József Attila-díjas magyar költő, prózaíró, irodalomszervező, a Magyar Művészeti Akadémia levelező tagja.

## Élete
Kolozsváron szerzett magyar–angol szakos diplomát, majd bölcsésztanulmányait Szegeden és Bécsben egészítette ki. 1994–1998 között a Bretter György Irodalmi Kör elnöki tisztségét töltötte be. Egyetemi oktatói munkája mellett irodalomszervezéssel foglalkozott. 1992 óta publikál, több műfajban: vers, próza, paródia, kritika, esszé, tanulmány, dráma és bábszínházi darab, műfordítás (angol, spanyol és román nyelvből), publicisztika. 1993-ban Sántha Attilával közösen élére álltak egy irodalmi mozgalomnak, ami akkor „transzközép irodalmi mozgalom”-ként híresült el. 1995-től az „Előretolt helyőrség” néven működő csoportosulás művészeket összefogó társulatként működött, amelynek meghatározó alakja volt. 

Pályatársaival (Sántha Attila, László Noémi, Fekete Vince, Lövétei Lázár László, György Attila, Molnár Vilmos) egy új irodalomfelfogást hirdettek. A szervezet kiadóként, Szőcs Géza segítségével „Előretolt helyőrség” címmel irodalmi lapot indított, amelynek Orbán János Dénes 2000-ig volt a főszerkesztője. 1995 és 1998 között az Erdélyi Híradó Kiadó szerkesztője és ügyvezetője, majd 1998-tól 2014-ig az igazgatója volt. 2003–2008 között az Irodalmi Jelen szerkesztője volt, 2006-2012 között az Erdélyi Magyar Írók Ligájának (E-MIL) elnöke. A kolozsvári Café Bulgakov Irodalmi Kávézó alapítója (2002) és tulajdonosa 2014-ig.
A 2015-ben alakított budapesti Előretolt Helyőrség Íróakadémia vezetője, a Magyar Idők budapesti napilap kulturális rovatvezetője. Majd 2019-től a Magyar Nemzet kulturális rovatvezetője.
Egy 2015. szeptember 4-én kelt kormányhatározat szerint „a kormány egyetért a magyar irodalmi élet felfrissítésének, a kortárs magyar irodalom élővé és olvasottá tételének, illetve az irodalmi tehetségkutatás támogatásának szükségességével”, ezért létrehozta a Kárpát-medencei Tehetséggondozó Nonprofit Kft. (KMTG) vállalkozást. A magyar állam tulajdonában álló egyszemélyes korlátolt felelősségű társaság tulajdonosi jogait a Magyar Nemzeti Vagyonkezelő Zrt. gyakorolja. A KMTG irodalmi programja Orbán János Dénes régi folyóirata után az Előretolt Helyőrség Íróakadémia nevet kapta.
Az egyetlen járható útnak az tűnik, ha hozzáverődsz valamelyik szekértáborhoz, bebizonyítod a lojalitásodat, betartasz egy csomó – gyakran íratlan – szabályt, például azt, hogy hol publikálsz és hol nem, kivel barátkozol és kivel nem. No meg rohadtul polkorrekt vagy. Azaz az érvényesülésnek már nem útja az, hogy berobbansz, rábaszol az asztalra, szabad vagy, nagyszájú, lázadó, botrányos és polgárpukkasztó, és ne adj’ Isten, ezeknek köszönhetően újító. Nem, mert ma már ha egy kis pajzánsággal megfűszerezett szerelmes verset írsz, azzal vádolhatnak, hogy szexuális tárgynak tekinted Dulcineádat. Egyre kevesebb dologgal szabad viccelődnöd, mert a humorban most már tényleg nem ismernek tréfát, nem tudhatod, kinek a kibaszott érzékenységét sérted meg és kik hirdetnek fatvát ellened, majd ebrudalnak ki az irodalomból. Bizony, Magyarországon ismét cenzúra van, és ezt a cenzúrát ezúttal nem valamiféle hatalom erőlteti az írókra, hanem az irodalmi szakma önként húzta magára.
Orbán János Dénes a KMTG által indított íróakadémia vezetője lett. 2017-ben az irodalomszervező munkájához a teljes magyar kultúrára szánt összeg 17,5 százalékát sikerült megkapnia a KMTG által finanszírozott Előretolt Helyőrség Íróakadémia projekt céljainak megvalósítására. Orbán János Dénes szerint „Feltett szándékunk, hogy az adófizetők pénzén olyan irodalmat műveljünk, melyet az adófizető is örömmel el tud olvasni”. A Kárpát-medencei Tehetséggondozó Nonprofit Kft. (KMTG) égisze alatt működő Előretolt Helyőrség Íróakadémia irodalmi tehetségkutatással és -gondozással, értékmentéssel, könyv- és lapkiadással foglalkozik. Az íróakadémia lehetőséget ad fiatal tehetségeknek, hogy szakirányítás alatt mentorok segítségével egészíthessék ki műveltségüket, és minden olyan elméleti és gyakorlati tudást megszerezzenek, amely szükséges ahhoz, hogy művészetük kiteljesedjen. Százezres példányszámban, irodalmi-kulturális mellékletet ad ki Magyarországon.
Az általa vezetett Előretolt Helyőrség Íróakadémia Kiadó 2018 folyamán összesen több mint harminc kötetet adott ki.
2018 februárjában miniszteri hatáskörben kinevezett személyként, az NKA Szépirodalmi Kollégiumának lett a tagja 2023-tól a Színház- és Filmművészeti Egyetem osztályvezető tanára, dramaturg szakon.

## Kötetei
- Hümériáda; Erdélyi Híradó Kiadó, Kolozsvár, 1995 (Előretolt helyőrség könyvek)
- A találkozás elkerülhetetlen (versek), Erdélyi Híradó Kiadó, Kolozsvár, 1996
- Hivatalnok-líra (versek), Erdélyi Híradó Kiadó, Kolozsvár, 1999
- Párbaj a Grand Hotelben (versek 1993–1999), Erdélyi Híradó Kiadó, Kolozsvár, 2000
- Vajda Albert csütörtököt mond. Próz; 1. kiadás: Jelenkor Kiadó, Pécs, 2000; 2. kiadás: Erdélyi Híradó Kiadó, Kolozsvár, 2000; 3. kiadás: Alexandra Kiadó, Pécs, 2006; 4. kiadás Előretolt Helyőrség; Kolozsvár, 2014
- Bizalmas jelentés egy életműről. Méhes György-monográfia; bibliográfia Kuszálik Péter; Erdélyi Híradó, Kolozsvár, 2001
- Anna egy pesti bárban. Versek, 1993–1999; Magyar Könyvklub, Bp., 2002
- Teakönyv. Kötetlen írások, 1992–2003; szerk., előszó Szőcs Noémi Imola, szöveggond. Kuszálik Péter; Concord Media, Arad, 2003 (Irodalmi jelen könyvek)
- Búbocska. Ördögregény; Médium–Erdélyi Híradó, Sepsiszentgyörgy–Kolozsvár, 2005; 2. kiadás: Alexandra kiadó, Pécs, 2006
- Orbán János Dénes legszebb versei; vál. Margócsy István; AB Art Kiadó, Pozsony, 2005
- Tragédiák és cipők. Egy évtized írásai, 1992–2002; Alexandra, Pécs, 2006
- Faludy György: Karoton; angolból ford. Szőcs Noémi Imola, átdolg. Orbán János Dénes; Alexandra, Pécs, 2006
- Faludy György. Életút és válogatás. A 8. évfolyam számára; összeáll. Orbán János Dénes; Nemzeti Tankönyvkiadó, Bp., 2006
- Faludy György. Életút és válogatás. A 12. évfolyam számára; összeáll. Orbán János Dénes; Nemzeti Tankönyvkiadó, Bp., 2006
- Sándor vagyok én is (Kivezetés a költészetből), Erdélyi Híradó Kiadó, Kolozsvár, 2012
- Alkalmi mesék idegbeteg fölnőtteknek, Erdélyi Híradó Kiadó, Kolozsvár, 2014
- A költő, a ringyó és a király. Janus Pannonius apokrif költeményei; előszó Szőcs Géza; Helikon, Bp., 2014
- A Swedenborg kávéház; Athenaeum, Bp., 2015
- A költő, a ringyó és a király. Janus Pannonius apokrif költeményei; Artprinter, Sepsiszentgyörgy, 2015
- A magyar Faust. Fekete-fehér játék; ArtPrinter, Sepsiszentgyörgy, 2016
- Vajda Albert csütörtököt mond. Próz; Artprinter, Sepsiszentgyörgy, 2017 ISBN 9786068678238
- Véres képeslap Erdélyből. Székely nyeletlenkedések; Kárpát-medencei Nonprofit Tehetséggondozó Kft., Bp., 2018 ISBN 9786155814006 (Székely termék sorozat)
- Vajda Albert ismét csütörtököt mond. Próz; Előretolt Helyőrség Íróakadémia–Kárpát-medencei Tehetséggondozó Nonprofit Kft., Bp., 2018 ISBN 9786155814174
- Miért ne menjünk Erdélybe? Székely viccek és egyéb nyeletlenségek; Előretolt Helyőrség Íróakadémia–Kárpát-medencei Tehetséggondozó Nonprofit Kft., Bp., 2021 (Székely termék sorozat)

## Kritikák
- 2001-es kritikák, orbanjanosdenes.adatbank.transindex.ro

## Kitüntetések, fontosabb ösztöndíjak
- Romániai Írók Szövetségének debütdíja (1996) a Hümériáda c. kötetért
- Sziveri János-díj (1996) a Hümériáda c. kötetért
- Faludy György-díj (1999) a Hivatalnok-líra c. kötetért
- Petőfi-díj (2000)  a Hivatalnok-líra c. kötetért
- Móricz Zsigmond-ösztöndíj (2000)
- Budapest Költőversenyének Fő-és közönségdíja (2000)
- Herder-ösztöndíj (2000) (Kertész Imre jelölésére)
- Tivoli-díj (2001) (Európa bronzérmes 35 év alatti költőjeként)
- József Attila-díj (2002)
- Székely János-ösztöndíj (2004)
- A Magyar Nemzeti Színház kitüntetése A magyar Faust c. színjátékért (2004)
- Irodalmi Jelen-díj (2004)
- Székelyföld-díj (2006)
- Kós Károly-díj (2007)
- Magyarország Babérkoszorúja díj (2014)
- Salvatore Quasimodo-emlékdíj (2014)
- Bárka-díj (2016)
- Janus Pannonius Grand Prize for Poetry − Filius Ursae-díj (2016)[27]
- Térey János-ösztöndíj (2020)
- Herczeg Ferenc-díj (2021)[28]
- Kossuth-díj (2023)